# Принчевска острва
Принчевска острва (тур. Kızıl Adalar) су архипелаг од девет острва која се налазе на крајњем североистоку Мраморног мора, недалеко од Цариграда. Била су позната туристичка дестинација још у византијско доба, када су често коришћена за слање у егзил претендената на царски престо по чему су и добила име. Данас представљају једну од туристичких атракција највећег града Републике Турске од кога су удаљена од 19 km до 28 km и са којим су повезана сталним бродским линијама које функционишу у оквиру цариградског градског превоза. На острвима је забрањена употреба моторних возила, а основни вид превозног средства су коњске запреге. Од значајних објеката на њима се налази неколико православних манастира, академија турске ратне морнарице и данас затворена грчка православна школа.

## Називи
- Народна острва је назив који су острва носила у антици.
- Монашка острва је назив коју су острва носила у раном средњем веку због великог броја манастира који су се налазили на њима.
- Принчевска острва (грч. Πριγκηπονήσια, класични грч. Πριγκήπων νήσοι) је назив који су острва добила током византијског доба због великог броја претендената на престо(принчева) који су слани у егзил на њих. Овај назив је и дан данас у употреби у готово свим светским језицима.
- Црвена острва (тур. Kızıl Adalar) је турски назив за острва који је настао због црвенкасте нијансе кварцних и гвожђевитих стена.
- Острва (тур. Adalar) је распрострањени турски назив.

## Географија
Острва се налазе на удаљености од 19 km (Острво Проти) до 29 km (Острво Неандрос) југоисточно од Цариграда. Обухватају површину од око 10 km², а највиша тачка на острвима износи 201 m нмв. На њима живи око 15.000 људи, али је током летњих месеци тај број много већи због великог броја људи који сезонски бораве у својим викендицама. Приступ острвима је врло једноставан због сталног бродског саобраћаја који по веома приступачним ценама повезује четири највећа острва са градом.

## Острва

### Острво Принкипос или Бујукада
Принкипос(грч. Πριγκηπονήσια,) или Бујукада (тур. Büyükada) је највеће острво са површином од 5,36 km² и представља неку врсту административног центра. На њему се налази велики број викендица, вила, хотела, ресторана и других туристичких објеката у склопу градића смештеног на северној обали острва, док је остатак острва прекривен пространим четинарским шумама. Два врха који доминирају острвом на својим врховима носе православне манастире:
- манастир Преображења на врху тзв. Христовог брда, смештеног у северном делу острва на висини од 163 m нмв.
- утврђени манастир светог Ђорђа на врху тзв. Јуце брда, смештеног у јужном делу острва на висини од 201 m нмв.

На острву су у манастирском егзилу боравиле византијске царице, принцезе и властелинке, међу којима је била:
- Ирина (797—802, у егзилу 802—803)

поред византијских царица, ту је прве четири године свог егзила провео и Лав Троцки.

### Острво Халки или Хајбелиада
Халки(грч. Χάλκη) или Хајбелиада (тур. Heybeliada) се налази у средишту архипелага и обухвата површину од око 2,4 km². На њему се налази морнаричка академија турске војске, данас затворена грчка православна школа и последња црква подигнута у Цариграду пре његовог коначног пада 1453. године, у коју је данас могуће ући само уз дозволу команданта морнаричке академије.

### Острво Антигони (Пиргос) или Бургазада
Антигони(Пиргос) или Бургазада (тур. Burgazada) се налази у средишту архипелага и обухвата површину од око 1,5 km² са највишим врхом од 156 m нмв. На њему се налази грчка православна црква и недалеко од ње кућа турског писца Саита Фаика (1907—1954) која је данас претворена у музеј.

### Острво Проти или Киналиада
Проти(грч. Πρώτη,Први) или Киналиада (тур. Kınalıada) је најближе(прво) острво граду и обухвата површину од око 1,3 km² са највишим врхом од 115m нмв. Некадашњи православни манастири који су коришћени за егзил претендената на византијски царски престо су данас већином у рушевинама. У једном од њих је умро Роман IV Диоген (1068. – 1071), који је после пораза у боју код Манцикерта збачен са власти и након кратког грађанског рата ослепљен и послан на острво у егзил где је ускоро и умро.
На Благовести, 25. марта 1814. године, овде је, у храму Спасовог Преображења, погребено тело новомученика Христовог Јевтимија. Њега је, три дана након погубљења, ивиронски монах Григирије, пратилац и сведок Јевтимијевог добровољног мучеништва, откупио од Турака и пренео из Цариграда на острво Проти.

### Острво Теребинтос или Седефадеси
Теребинтос(грч. Τερέβυνθος) или Седефадеси (тур. Sedef Adası) је најисточније од свих острва и обухвата површину од око 0,157 km². На њему је у егзилу од 857. до 867. године живео васељенски патријарх Игнатије. Данас се већи део острва налази у приватном власништву и махом је затворено за туристе.

### Острво Плати или Јашиада
Плати или Јашиада (тур. Yassıada) се налази на истоку архипелага и обухвата површину од око 0,05 km². Током византијске владавине на њему се налазило неколико манастира који су служили као егзил. Острво је током друге половине 20. века коришћено као морнаричка школа, а данас је популарна локација за роњење.

### Острво Оксија или Сивриада
Оксија или Сивриада (тур. Sivriada) је најисточније острво које обухвата површину од око 0,05 km² са највишим врхом од 90 m нмв. На острву се налази већи број рушевина из византијског доба(махом из IX века), као и гробови оних који су на њему умрли у егзилу. Градоначелник Цариграда је 1911. године покушао да реши проблем паса луталица у граду, тако што је наредио да их сакупе, пребаце на острво и оставе да помру од глади. Међутим непосредно после пребацивања паса на острво, дошло је до земљотреса што је протумачено као Божија казна и пси су враћени у град.

### Острво Пита или Кашикадеси
Пита или Кашикадеси (тур. Kaşıkadası) се налази у самом средишту архипелага и обухвата површину од око 0,006 km².

### Острво Неандрос или Тавшанадеси
Неандрос или Тавшанадеси (тур. Tavşanadası) је најјужније и најмање од свих острва са укупном површином од око 0,004 km².

## Чувени становници острва
- Роман Диоген, византијски цар
- Лав Троцки, совјетски политичар
- Саит Фаик, турски писац